# Mehanika fluida
Mehanika fluida ili hidromehanika je grana fizike koja proučava zakone ravnoteže i strujanja fluida, a obuhvaća hidrostatiku, hidrodinamiku i aerodinamiku. Polazi od pretpostavke da su fluidi neprekidni odnosno zanemaruje njihovu molekularnu građu. Zakoni su jednaki za tekućine i plinove dok god se stišljivost plinova može zanemariti.
Nastojanja da se otkriju zakoni gibanja tekućine sežu u najdalju prošlost, no znanstvenu je podlogu hidromehanika dobila u 18. stoljeću (Daniel Bernoulli, Jean le Rond d'Alembert, Leonhard Euler). Najprije se razvila takozvana klasična mehanika fluida, kojoj je predmet proučavanja idealna ili savršena tekućina, to jest tekućina bez trenja (viskoznost), nestlačiva i nerastegljiva. Međutim, mnogi rezultati dobiveni takvim idealiziranjem nisu bili upotrebljivi u praksi i to osobito zbog zanemarivanja trenja. Zbog toga se nastoje odrediti prirodni zakoni prema kojima se vladaju realni fluidi (hidraulika). Rješavanje problema hidromehanike može biti matematički složeno pa se danas najčešće koriste numeričke metode i računala.

## Pojam fluida
Fluid (lat. fluidum: tekućina) je kapljevina ili plin, tekuća ili plinovita kemijska tvar kojoj molekule lako mijenjaju svoj relativan položaj (voda, zrak i drugo). Privlačne sile među česticama u fluidu slabije su od sila među česticama čvrste tvari, ali su još uvijek dovoljno velike da izazovu viskoznost. Između fluida velike viskoznosti i amorfne čvrste tvari granica nije strogo određena. Idealni fluid je fluid kojemu su viskoznost, površinska napetost, kapilarnost i ostale posljedice međumolekularnih sila zanemarive. Proučavanjem svojstava fluida bavi se mehanika fluida, koja se dijeli na hidrostatiku, hidrodinamiku i aerodinamiku.

## Hidrostatika
Hidrostatika je grana hidromehanike (mehanika fluida) koja se bavi pojavama i silama u tekućinama koje miruju. Tri su osnovna zakona hidrostatike: 
- U tekućini koja ispunjava zatvorenu posudu vanjski se tlak širi jednoliko na sve strane (Pascalov zakon ili hidrostatički tlak). Hidrostatički tlak je tlak koji u tekućini nastaje zbog njezine težine. Pokusima možemo dokazati da se tlak u tekućini:
  - povećava s dubinom;
  - jednak je na svim mjestima na istoj dubini (u istoj tekućini);
  - djeluje jednako u svim smjerovima.

Praktičnu primjenu ima taj zakon kod hidraulične preše.
- Svako tijelo uronjeno u tekućinu gubi od svoje težine onoliko koliko je teška njime istisnuta tekućina (Arhimedov zakon). Dakle, na tijelo uronjeno u tekućinu djeluje uzgon, koji je jednak i suprotno usmjeren težini istisnute tekućine. Drugim riječima može se reći: "Tijelo uronjeno u tekućinu lakše je za težinu istisnute tekućine".

- Kada tijelo pluta na površini tekućine, težina mu je jednaka težini tekućine što je istisnuta onim dijelom tijela koji se nalazi ispod razine tekućine.[3]

## Hidrodinamika
Hidrodinamika je grana mehanike fluida koja se bavi zakonima gibanja tekućina i pojavama uzrokovanima uzajamnim djelovanjem struje tekućine i tijela koje graniči s tekućinom u gibanju. 
Golemo značenje vode u razvoju civilizacije prisililo je čovjeka da već od davnina rješava praktične probleme vodovodnih sustava, uređaja za natapanje i odvodnju, za kretanje brodova i slično, a s druge strane znanstvena je znatiželja navodila pojedince da traže teorijska tumačenja složenih pojava u vezi sa strujanjem tekućina. Prvi značajniji zakoni hidrodinamike potječu iz 17 stoljeća, kada su Evangelista Torricelli i Isaac Newton postavili zakon o istjecanju tekućine (Torricellijev zakon). Osnove klasične teorijske hidrodinamike postavljene su u 18. stoljeću zakonima o gibanju idealne tekućine Daniela Bernoullija (1738.), Leonharda Eulera (1775.) i Joseph-Louisa Lagrangea (1787.). Iz istoga razdoblja potječe i Bordin zakon o udaru tekućine (vodni udar ili hidraulički udar). Teorija gibanja idealne tekućine nije imala većega značenja za rješavanje praktičnih problema, ali je poslužila kao osnova mnogim zakonima o ponašanju realne tekućine. Tako su u 19. stoljeću nastale Navier-Stokesove jednadžbe koje opisuju gibanju viskoznog fluida (viskoznost), te Darev-Weisbachov i Hagen-Poisenillov zakon gubitka energije pri strujanju vode kroz cijevi; Osborne Reynolds prvi je sustavno istražio laminarno i turbulentno strujanje viskozne tekućine (1883. – 1889.) i dao jednadžbe turbulentnoga strujanja; W. J. M. Rankine i William Froude, baveći se hidrodinamičkim problemima kretanja broda, otkrili su zakone koji su omogućili znanstveni prilaz rješavanju oblika brodskoga trupa; H. Helmholtz postavio je osnove zakona vrtložnoga strujanja tekućina oko uronjenoga tijela (1858.), na osnovi čega je Nikolaj Žukovski (1906.) razvio teoriju koja je omogućila točan (egzaktan) proračun profila brodskih i zrakoplovnih propelera, zrakoplovnih krila i podvodnih tijela. L. Prandtl postavio je teoriju graničnoga sloja (1904.), koja omogućuje jasniji uvid u otpor trenja tijela uronjenog u struju tekućine. 
Zahvaljujući mnogobrojnim analitičkim i eksperimentalnim istraživanjima u prvoj polovici 20. stoljeća danas je postignut golem napredak u primjeni zakona hidrodinamike pri rješavanju složenih praktičnih problema vodovodnih uređaja i hidrauličnih energetskih sustava te problema otpora, propulzije i ponašanja brodova. Brzi razvoj u 20. stoljeću hidrodinamika velikim dijelom duguje i istraživanjima na području aerodinamike, jer pri brzinama manjima od brzine zvuka vrijede isti zakoni za gibanje tekućina i plinova. Zahvaljujući razvoju računala i eksperimentalnih tehnika, danas je moguće svaku zamišljenu konstrukciju (na primjer broda) prvo provjeriti na simuliranome računalnome modelu, a potom, u slučaju dobroga rezultata, na modelu u bazenu, što bitno umanjuje troškove ispitivanja i omogućuje svakomu konstruktoru provjeru i razvoj specifičnih hidrodinamičkih jednadžbi. Velik dio toga, kao i u aerodinamici, zaštićen je kao poslovna tajna pojedinih kompanija.

## Hidraulika
Hidraulika je dio mehanike fluida koji se bavi proučavanjem stanja ravnoteže i strujanja realne tekućine, ponajprije vode, kroz cijevi, kanale i otvore te pojavâ koje nastaju kada takva tekućina struji oko nekoga tijela uronjenoga u nju. Taj naziv u početku je označavao znanost o gibanju vode u cijevima. Danas takvo shvaćanje ima samo historijsku vrijednost. Razvojem proizvodnje i tehnike širila su se i područja proučavanja i primjene. Danas je spektar primjene hidraulike toliko širok da je teško naći neko područje tehnike u kojem se ne bi na neki način koristili njeni zakoni. Najšira područja primjene zakona hidraulike su hidrotehnika, melioracije, hidrologija, opskrba vodom i kanalizacija, hidroenergetika i vodeni transport.